# 最後のドアを閉めろ!
『最後のドアを閉めろ!』（さいごのドアをしめろ!）は、山田ユギによる日本のBL漫画作品である。単行本は、リブレ出版のビーボーイコミックスより全2巻が刊行されている。またOVA化やドラマCD化もされた。OVAは2007年3月23日にデジタルワークスより発売され「ACT.1」として続編を示唆するようなタイトルだったが、続編製作は行われていない。
タイトルはトルーマン・カポーティの短編小説に由来する。

## あらすじ
永井が大学時代から想いを寄せていた後輩・斉藤が結婚?!酒を飲み狂う永井は初対面で花嫁の同僚・本田にくだを巻きそのままホテルへ直行。しかし一夜明け斉藤は初夜に花嫁に逃げられたと激白?!美男子だがお人好しでお茶目な永井。嫌味なくらいクールで格好良いが実は一途な本田。可愛いのに天然なのか計算高いのか小悪魔な斉藤。この3人の恋愛模様をハートフルでコミカルに描く山田ユギの代表作が遂にアニメ化

## 登場人物
永井篤（ながい あつし）
声：鈴村健一
主人公の会社員。斉藤のことがずっと好きだったが、彼の結婚式直後からは賢三のことも気になっている。
本田賢三（ほんだ けんぞう）
声：森川智之 / 幼少 - 白石涼子
本田家三男であり、永井と斉藤とは別の会社の会社員。玲美は同僚かつ元カノ。
斉藤寿久（さいとう としひさ）
声：遠近孝一
永井の後輩であり、彼を慕っている。玲美と結婚するが、その直後彼女に逃げられる。
涼子（りょうこ）
声：瀧本富士子
玲美（れみ）
声：畠山美和子
斉藤と結婚した直後、彼を騙してほかの男と駆け落ちした女。男関係は派手らしく、賢三ともかつては付き合っていた。
本田正一（ほんだ しょういち）
声：置鮎龍太郎 / 幼少 - 塩山由佳
本田家長男。
本田俊二（ほんだ しゅんじ）
声：井上和彦 / 幼少 - 吉原ナツキ
本田家次男であり、兄のことが好き（らしい）。

## OVAスタッフ
- 原作：山田ユギ(リブレ出版刊)
- 製作：加来洋二、齊藤斎、山木泰人
- 監督・演出・絵コンテ：TAMA
- 脚本：沖田歳三
- キャラクターデザイン・作画監督：たけぽん
- 色彩設計・色指定：布本由紀子
- 美術監督・美術設定：せいほう堂
- 撮影監督・撮影：田神悠宇
- 編集：西山茂(リアル・ティ)
- 音楽：天野正道
- 音響監督：吉田知弘
- アニメーション・プロデューサー：金子未来
- アニメーション制作：フェニックス・エンタテインメント
- 製作：最後のドアを閉めろ!製作委員会
- 発売：デジタルワークス株式会社

## 書誌情報
『最後のドアを閉めろ!』
- ビブロス 〈ビーボーイコミックス〉 2001年9月発売 ISBN 4-83521-256-8 (ISBN 978-4-83521-256-2)
- リブレ出版 〈ビーボーイコミックス〉 （新装版）
  1. 2007年3月発行 ISBN 978-4-86263-164-0
  2. 2007年11月発行 ISBN 978-4-86263-270-8

## ドラマCD
- 最後のドアを閉めろ!1
- 最後のドアを閉めろ!〜Replay〜　- 1のリテイク作品
- 最後のドアを閉めろ!2
- 開いてるドアから失礼しますよ